# Julius Obsequens
Julius Obsequens, parfois actualisé en Jules Obséquent, était un écrivain romain païen. Ses dates de naissance et de décès sont inconnues mais l’apologétique néo-païenne du Prodigiorum Liber donne à penser qu’il a été contemporain de Symmaque (milieu du IVe siècle apr. J.-C.).

## Biographie
On ne sait pratiquement rien sur la vie de Julius Obsequens. Son nom le place dans la famille Julia, et le fait donc Romain. On ignore d'où lui venait le surnom d’Obsequens (« conciliant »). Son seul écrit connu est son Prodigiorum Liber (Livre des Prodiges), recueil de faits miraculeux tirés d'une compilation de l'Ab Urbe condita libri de Tite-Live. La partie de l’ouvrage d'Obsequens qui comprenait les premiers siècles de Rome n'est pas parvenue à l'époque moderne. Ce qui reste s'étend de l’an 249 av. J.-C. à l'an 12 av. J.-C. de Rome, sous la forme de 54 notices. Les recherches de l'humaniste bâlois Conrad Lycosthenes (1518-1561) ont permis de compléter les parties disparues dites du pseudo-Obsequens.

## LeProdigiorum Liber
Le Prodigiorum Liber est consacré aux augures et événements étranges survenus à Rome entre l'an 249 av. J.-C. et 12 av. J.-C. Il a été imprimé pour la première fois en 1508 par l’humaniste vénitien Alde l'Ancien à partir d’un manuscrit de Giovanni Giocondo aujourd’hui perdu. L’édition de 1552 par Conrad Lycosthenes, publiée à Bâle chez Oporin, marque un tournant majeur dans la connaissance de l’œuvre d'Obsequens. En effet, Lycosthenes n’a pas voulu livrer le texte dans son état fragmentaire et l’a complété de 77 notices à partir d’extraits des premiers livres de Tite-Live et d'auteurs que Lycosthène cite : Denys d'Halicarnasse, Orose, Eutrope et quelques autres historiens antiques. En outre, pour la première fois, le petit ouvrage n’est pas publié en appendice d’autres œuvres antiques. C’est cette édition qui sera dès lors considérée comme faisant autorité. Elle sera améliorée par la suite par les éditions de J. Scheffer (1679), de Fr. Oudendorp (1720), de J. Kapp (1772), de C. B. Hase (1823), de O. Jahn (1853) et de O. Rossbach (1910).
La structure de chaque notice rapportant un prodige est la même, qu'il s'agisse d'un original ou d'un ajout de Lycosthènes : datation par les noms des consuls en charge, récit du ou des prodiges, rappel des événements marquants annoncés par le prodige. Dans ses ajouts tirés de Tite-Live, la copie de Conrad Lycosthenes se montre assez fidèle, sauf sur les dates, parfois erronées ou abusivement regroupées, et les réserves de Tite-Live sur la véracité des prodiges, que Lycosthenes passe sous silence.

### Julius Obsquens et l'Ufologie
Certains ont voulu voir dans le recueil de Julius Obséquens les premières manifestations ufologiques[Lesquels ?]. Par exemple : il signale, pour l’année 216 av. J.-C. que « des choses comme des nefs furent vues dans le ciel » d'Italie.
En 99 av. J.-C., il écrit que « sous le consulat de C. Murius et L. Valerius, dans Tarquinia au coucher du Soleil, un objet rond, comme un globe, et un bouclier rond furent vus dans le ciel allant de l’Ouest vers l’Est ». Pour l'année 90 av. J.-C., il relate qu’à Aenariae, alors que Livius Troso promulguait les lois au début de la guerre italique, au lever du Soleil, un bruit terrifiant vint du ciel, et un globe de feu apparut au Nord. Sur le territoire de Spoletum, un globe de feu, de couleur dorée, tomba sur la Terre en tournoyant. Sa taille a alors semblé augmenter, puis il remonta vers le ciel, où il a obscurci le Soleil avec sa brillance. Il partit ensuite vers la partie orientale du ciel. De même, en 42 av. J.-C., Obsequens mentionne qu’« une chose comme une arme, une flèche, s’éleva de la Terre avec un grand fracas, pour monter vers le ciel ».

Mais ces considérations sont trop réductrices et il convient de regarder l'oeuvre dans son entièreté pour se rendre compte que l'auteur à simplement relevé des prodiges de toutes natures : La foudre qui tombe sur le temple de Junon Lucine ou le temple de Jupiter Capitolin, un hermaphrodite de 12 ans est mis à mort en Ombrie sur ordre des haruspices, une île surgit de la mer en Sicile, Hannibal meurt du poison, la statue de Junon Sospita verse des larmes, il nait un mulet à trois pieds, le feu du sanctuaire de Vesta s'éteint, Il nait un veau à deux têtes, un chien parle...

## Éditions duProdigiorum Liber
- (it) Giulio Ossequente, Il Libro dei prodigi, ed. Solas Boncompagni, Rome: Edizioni Mediterranee 1992.
- (es) Julio Obsecuente, Libro de los Prodigios (restituido a su integridad, en beneficio de la Historia, por Conrado Licóstenes), éd. Ana Moure Casas, Madrid: Ediciones Clásicas 1990.
- (la) (it) Giulio Ossequente, PRODIGI, introduction et texte latin de Paolo Mastandrea, traduction italienne de Massimo Gusso; Milan, 2005.